# Museo nazionale di Matera
Il Museo Nazionale di Matera, dotato di autonomia speciale, è stato istituito dal Ministero per i beni e le attività culturali con il DPCM 2 dicembre 2019 n. 169 e nasce dall’unione di due istituzioni museali già da tempo esistenti e che ora ne costituiscono il patrimonio:
- il Museo archeologico nazionale Domenico Ridola, con sede nell'ex convento di Santa Chiara, che custodisce pregevoli testimonianze dalla preistoria all’arte greco-romana, vasi a figure rosse della Collezione Rizzon, acquisita dallo stato nel 1990, oggetti lignei delle raccolte etnografiche;

- il Museo nazionale d'arte medievale e moderna della Basilicata, con sede in Palazzo Lanfranchi, che è suddiviso in tre sezioni: Arte del territorio, Sale del Collezionismo, Arte contemporanea.

Il Museo Nazionale di Matera è articolato nelle sedi dei due Musei suindicati e comprende le seguenti sezioni e collezioni:
SEDE RIDOLA:
- Protostoria
- Paleolitico
- Neolitico
- Contesti funerari dell'Età dei Metalli
- Magna Grecia

SEDE LANFRANCHI:
- Arte del Territorio, che rappresenta in sintesi il percorso culturale e artistico della Basilicata dal Medioevo al Settecento, con importanti reperti archeologici dall’era neolitica al VI – IV secolo a.C., una collezione di arte sacra proveniente dalle chiese del territorio, etc
- Sale del Collezionismo, con opere di scuola pittorica napoletana del XVII e XVIII secolo della Collezione Camillo d'Errico di Palazzo San Gervasio.
- Arte Contemporanea, con opere della seconda metà del XX secolo.